# Hibbertia cymosa
Hibbertia cymosa är en tvåhjärtbladig växtart som beskrevs av Sally T. Reynolds. Hibbertia cymosa ingår i släktet Hibbertia och familjen Dilleniaceae. Inga underarter finns listade i Catalogue of Life.